# Бойник (община)
Вижте пояснителната страница за други значения на Бойник.
Община Бойник (на сръбски: Општина Бојник) се намира в Южна Сърбия, Ябланишки окръг. Заема площ от 264 км2. Административен център е село Бойник.

## Население
Според преброяването от 2011 г. населението на Община Бойник възлиза на 11 104 души. Гъстотата е 42,1 души/км2.

### Етнически състав[3]
- сърби – 9197 жители
- цигани – 1649 жители
- черногорци – 17 жители
- македонци – 10 жители
- хървати – 2 жители
- руснаци – 2 жители
- българи – 1 жител
- югославяни – 1 жител
- унгарци – 1 жител
- словаци – 1 жител
- украинци – 1 жител
- други - 3 жители
- неизяснени - 48 жители
- неизвестно - 171 жители

## Селищна мрежа
В границите на общината влизат 36 населени места.
| - Бойник - Боринце - Брестовац - Вуяново - Горно Брияне - Горно Конювце - Граница - Добра вода - Долно Конювце | - Драговац - Дубрава - Джинджуша - Зелетово - Зоровац - Иване - Каменица - Кацабач - Косанчич | - Лапотинце - Лозане - Магаш - Майковац - Мияйлица - Мървеш - Обилич - Ображда - Оране | - Плавце - Придворица - Речица - Савинац - Славник - Стубла - Туряне - Чуковац - Цръквице |